# Фойгт, Ангела
Ангела Фойгт (после замужества — Шмальфельд, нем. Angela Voigt (Schmalfeld-; 18 мая 1951, Веферлинген, ГДР — 10 апреля 2013, Магдебург, Германия) — восточногерманская легкоатлетка, чемпионка летних Олимпийских игр 1976 года в Монреале в прыжках в длину,

## Спортивная карьера
Начинала свою спортивную карьеру в пятиборье. В 1973 г. стала серебряным призёром чемпионата ГДР, но в дальнейшем из-за частых травм переключилась на прыжки в длину. Выступала за спортивный клуб «Магдебург», её тренером был Вилли Ольферт. В 1974 г. на чемпионате Европы в помещении выиграла серебряную медаль. На летнем первенстве континента в Риме (1974) стала четвёртой с результатом 6,56 м .
В олимпийском сезоне уже в январе 1976 г. сумела улучшить мировой рекорд в помещении, показав результат 6,76 м . Зимний чемпионат Европы завершила четвёртой. Летом обновила мировой рекорд (6,92 м), а на Олимпийских играх в Монреале стала олимпийской чемпионкой, выполнив в первой попытке прыжок на 6,72 м. На чемпионате Европы в Праге (1978) выиграла серебряную медаль. В 1982 г. объявила о завершении спортивной карьеры. В официальных документах, обнаруженных после объединения Германии, имя спортсменки фигурировало в списке тех, кто применял допинг.
После завершения спортивной карьеры работала директором спортивного клуба и социальным педагогом в Хальденслебене.